# Municipio Porvenir
Das Municipio Porvenir ist ein Verwaltungsbezirk im Departamento Pando im Tiefland des südamerikanischen Anden-Staates Bolivien.

## Lage im Nahraum
Das Municipio Porvenir ist eines von vier Municipios der Provinz Nicolás Suárez und umfasst deren zentralen südlichen Bereich. Es grenzt im Westen an das Municipio Bolpebra, im Süden an das Municipio Sena der Provinz Manuripi, im Osten an das Municipio Bella Flor, im Nordosten an die Republik Brasilien und im Nordwesten an das Municipio Cobija.
Das Municipio erstreckt sich zwischen etwa 11° 08' und 11° 27' südlicher Breite und 68° 30' und 69° 00' westlicher Länge, seine Ausdehnung von Westen nach Osten beträgt bis zu 55 Kilometer und von Norden nach Süden bis zu 30 Kilometer.
Das Municipio umfasst 29 Gemeinden (localidades), der zentrale Ort des Municipios ist die Landstadt Porvenir mit 4267 Einwohnern (Volkszählung 2012) am Südrand des Municipios am linken Ufer des Río Tahuamanu, der in seinem weiteren Verlauf den Namen Río Orthon trägt und in den Río Beni mündet.

## Geographie
Das Municipio Porvenir liegt im bolivianischen Teil des Amazonasbeckens, nordöstlich vorgelagert den Ausläufern der peruanischen Cordillera Oriental im tropischen Regenklima der Äquatorialzone.
Die mittlere Durchschnittstemperatur der Region liegt bei knapp 26 °C und schwankt sowohl im Jahres- wie im Tagesverlauf nur unwesentlich, nur in den trockenen Wintermonaten von Juni bis August liegt sie aufgrund der nächtlichen Wärmeabstrahlung bei offener Wolkendecke geringfügig niedriger (siehe Klimadiagramm). Der Jahresniederschlag beträgt etwa 1.900 mm und weist während der Regenzeit über mehr als die Hälfte des Jahres Monatswerte zwischen 150 und 300 mm auf, nur in der kurzen Trockenzeit von Juni bis August sinken die Niederschläge auf Monatswerte unter 50 mm.

## Bevölkerung
Die Bevölkerungszahl des Municipio Porvenir ist zwischen 1992 und 2024 auf fast das Dreifache angestiegen:
| Jahr | Einwohner | Quelle       |
| ---- | --------- | ------------ |
| 1992 | 3190      | Volkszählung |
| 2001 | 3713      | Volkszählung |
| 2012 | 7948      | Volkszählung |
| 2024 | 8970      | Volkszählung |

Die Bevölkerungsdichte bei der letzten Volkszählung von 2024 betrug 8,4 Einwohner/km², der Alphabetisierungsgrad bei den über 6-Jährigen hatte sich von 77,9 Prozent (1992) auf 85,1 Prozent (2001) verbessert. Die Lebenserwartung der Neugeborenen im Jahr 2001 betrug 65,4 Jahre, die Säuglingssterblichkeit hatte sich von 7,3 Prozent (1992) auf 5,7 Prozent im Jahr 2001 verbessert.
93,5 Prozent der Bevölkerung sprechen Spanisch, 1,3 Prozent sprechen Quechua und 1,4 Prozent sprechen Aymara. (2001)
57,0 Prozent der Bevölkerung haben keinen Zugang zu Elektrizität, 22,6 Prozent leben ohne sanitäre Einrichtung. (2001)
65,9 Prozent der insgesamt 831 Haushalte besitzen ein Radio, 33,8 Prozent einen Fernseher, 38,9 Prozent ein Fahrrad, 17,7 Prozent ein Motorrad, 7,6 Prozent ein Auto, 9,0 Prozent einen Kühlschrank, und 1,3 Prozent ein Telefon. (2001)

## Politik
Ergebnis der Regionalwahlen (concejales del municipio) vom 4. April 2010:
| Wahl- berechtigte |  | Wahl- beteiligung | gültige Stimmen |  | CP     | MAS-IPSP |
| ----------------- |  | ----------------- | --------------- |  | ------ | -------- |
| 2.931             |  | 2.618             | 2.318           |  | 1.289  | 1.029    |
|                   |  | 89,3 %            | 88,5 %          |  | 55,6 % | 44,4 %   |

Ergebnis der Regionalwahlen (elecciones de autoridades políticas) vom 7. März 2021:
| Wahl- berechtigte |  | Wahl- beteiligung | gültige Stimmen |  | MTS     | MAS-IPSP | CID     | PASO   | VIDA   |
| ----------------- |  | ----------------- | --------------- |  | ------- | -------- | ------- | ------ | ------ |
| 3.919             |  | 3.448             | 3.114           |  | 1.454   | 1.093    | 448     | 82     | 32     |
|                   |  | 87,98 %           | 90,31 %         |  | 46,69 % | 35,10 %  | 14,39 % | 2,63 % | 1,03 % |

## Gliederung
Das Municipio Porvenir gliederte sich bei der Volkszählung 2012 in die folgenden drei Kantone (cantones) untergliedert:
- 09-0102-1 Kanton Campo Ana (Porvenir) – 22 Gemeinden – 7.282 Einwohner
- 09-0102-2 Kanton San Luis – 6 Gemeinden – 505 Einwohner
- 09-0102-3 Kanton San José – 1 Gemeinde – 161 Einwohner

## Ortschaften im Municipio Porvenir
- Kanton Campo Ana
  - Porvenir 4267 Einw. – Villa Rojas 1231 Einw. – Cachuelita Bajo 122 Einw.